# Szentendre díszpolgárainak listája
Ez a lap Szentendre díszpolgárainak listáját tartalmazza.
| Évszám | Név                          | Foglalkozás                                                                          |
| ------ | ---------------------------- | ------------------------------------------------------------------------------------ |
| 1974   | Bella Mihály                 | Szentendrei Kéziszerszámgyár nyugalmazott igazgatója                                 |
| 1974   | Barcsay Jenő                 | festő, grafikus                                                                      |
| 1974   | Czóbel Béla                  | festő                                                                                |
| 1974   | Kovács Margit                | kerámiaművész                                                                        |
| 1974   | Lukács Jenő és Lukács József | mártír testvérpár                                                                    |
| 1979   | Pirk János                   | festő. grafikus                                                                      |
| 1979   | Pála Károlyné                | tanácselnök-helyettes                                                                |
| 1983   | Csicsay Iván                 | tanácselnök-helyettes                                                                |
| 1983   | Katona Gyula                 | orvos                                                                                |
| 1984   | Müller László                |                                                                                      |
| 1984   | Sziráki Ferenc               | tanácselnök                                                                          |
| 1985   | Marosvölgyi Lajos            | nyugalmazott tanácselnök                                                             |
| 1987   | Mailáth Imre                 | a Ferenczy Múzeum tárlatvezetője                                                     |
| 1988   | Bánovszky Miklós             | festőművész                                                                          |
| 1988   | Onódi Béla                   | festőművész                                                                          |
| 1988   | Kazai Barna                  | a Zrinyi Miklós Katonai Főiskola nyugalmazott parancsnoka                            |
| 1990   | Soós János (Ányos atya)      | ferences szerzetes                                                                   |
| 1995   | Balogh László                | festő- és grafikusművész                                                             |
| 1996   | Deim Pál                     | festőművész                                                                          |
| 1996   | Stefan Glaser                | Wertheim főpolgármestere                                                             |
| 1997   | Békés András                 | rendező                                                                              |
| 1998   | Szánthó Imre                 | grafikusművész                                                                       |
| 1999   | Györe Andor                  | jogász                                                                               |
| 2000   | Juhász Attila                | jogász                                                                               |
| 2001   | Hermann János                |                                                                                      |
| 2002   | Katona Gyuláné               | helytörténész                                                                        |
| 2003   | Blanckenstein György         | esperes                                                                              |
| 2004   | Maholányi Pál                | géplakatos, civil aktivista, környezetvédő                                           |
| 2005   | Surányi István               | cukrászmester                                                                        |
| 2006   | Farkas Ádám                  | szobrászművész                                                                       |
| 2007   | Csíkszentmihályi Róbert      | szobrászművész                                                                       |
| 2008   | Cseri Miklós                 | néprajzkutató a Szabadtéri Néprajzi Múzeum főigazgatója                              |
| 2009   | Aknay János                  | festőművész                                                                          |
| 2010   | Szamos László                | cukrászmester                                                                        |
| 2011   | Lehoczky János               | kovács iparművész                                                                    |
| 2012   | Asszonyi Tamás               | szobrász- és éremművész                                                              |
| 2013   | Szakács Imre                 | festőművész                                                                          |
| 2014   | Wasilewski Maciej            | TELMEX Zrt. elnök vezérigazgatója                                                    |
| 2015   | P. Tóth Béla                 | református lelkész                                                                   |
| 2016   | Fodor Pál                    | történész                                                                            |
| 2017   | Marghescuné Hunor Mária      | az Ars & Vita Alapítvány és a Galéria & Editio M megalapítója                        |
| 2018   | Zászkaliczky Tamás           | orgonaművész, tanár                                                                  |
| 2019   | Szvorák Katalin              | énekművész                                                                           |
| 2020   | Hernádi Emil                 | gyermekorvos                                                                         |
| 2021   | Vincze László                | papírmerítő mester                                                                   |
| 2022   | Somogyi Péter                | a neurobiológia professzora, a Brit, a Német és az Európai Tudományos Akadémia tagja |
| 2023   | Endrei Judit                 | műsorvezető, számos kötet szerzője, kulturális szervező                              |
| 2024   | Benkovits György             | a Horvát Nemzetiségi Önkormányzat elnöke                                             |